# Poço

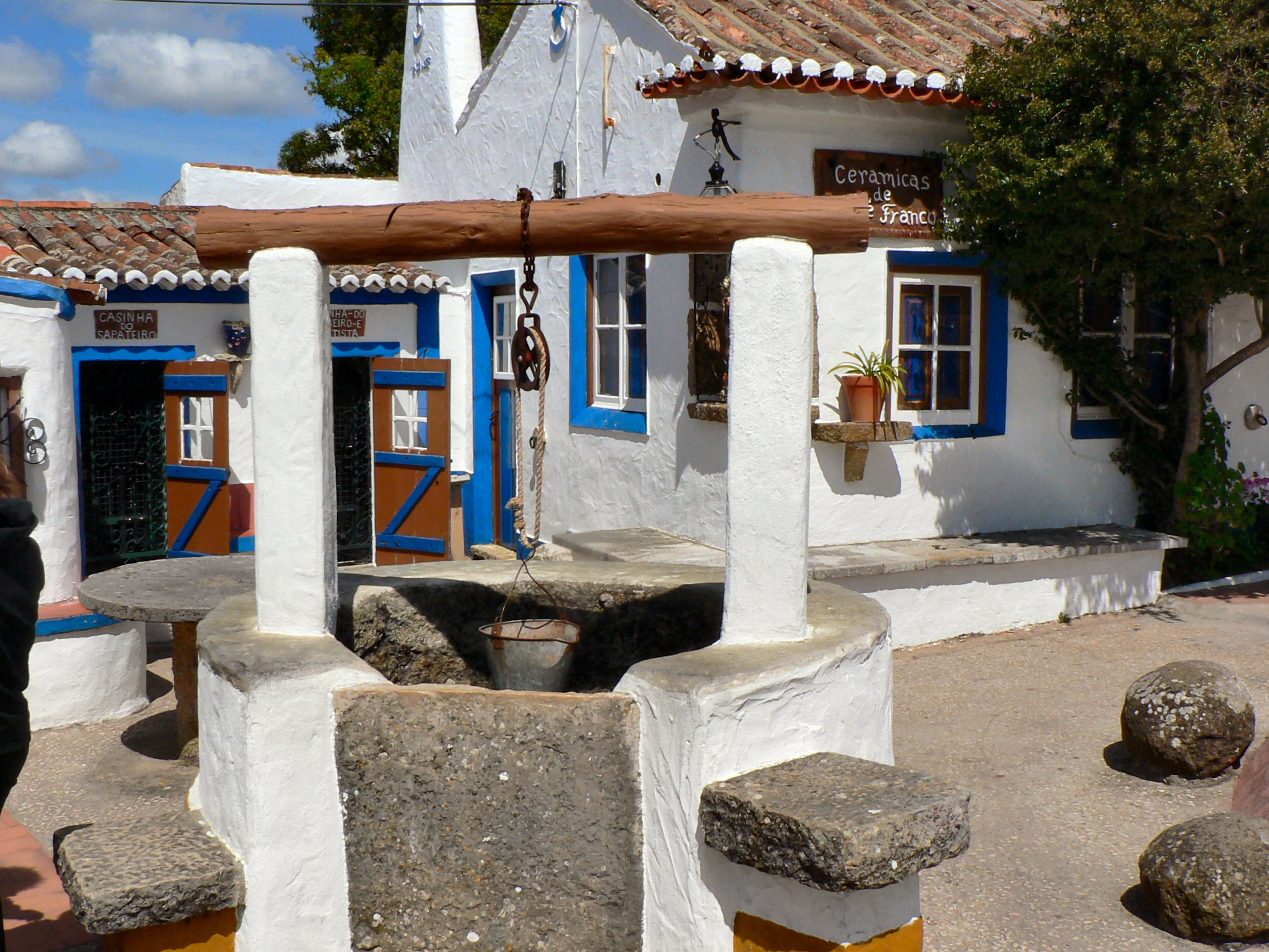
Um poço da Aldeia típica de José Franco em Portugal.

Em geologia, considera-se um poço a obra de captação de água subterrânea, feita por meio de escavação ou com o emprego de perfuratriz em um furo vertical. Em algumas regiões do nordeste do Brasil, quando cavado na rocha ou originado das cheias dos rios, denomina-se cacimba.

## Descrição
Para que sua água seja potável, um poço tem que estar, em média, a pelo menos 30 metros de qualquer fossa, e ter profundidade superior a 10 metros, para poder atingir o lençol freático. Além disso, o poço deve estar a no mínimo 2000 metros longe do mar para evitar a contaminação da água pelo sal marinho.

## História

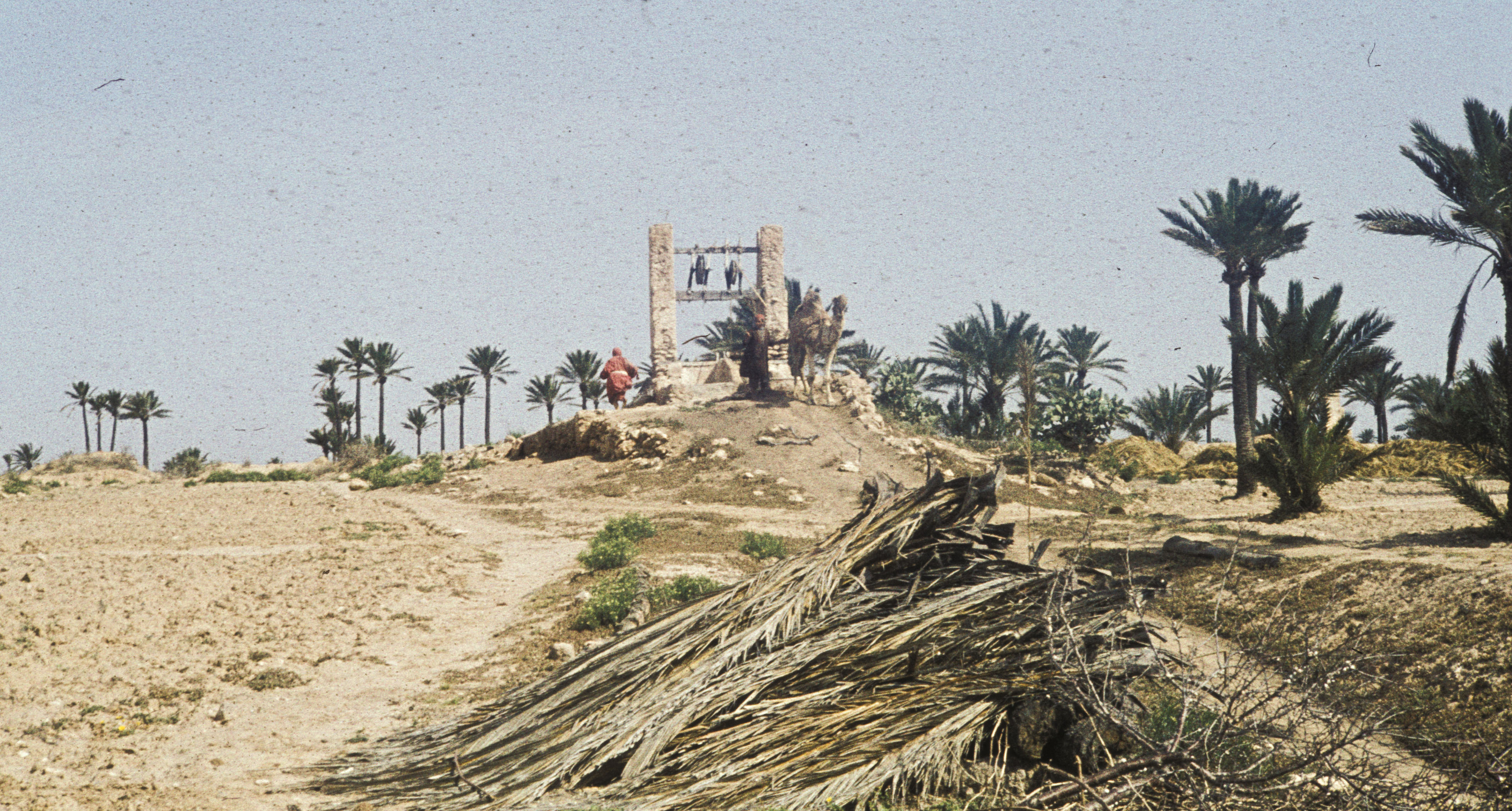
Camelo retirando água de um poço na Tunisia, 1960.

Os primeiros poços neolíticos foram avistados no Mediterrâneo oriental: O poço mais antigo datado de forma confiável é o do local neolítico pré-cerâmico de Kissonerga-Mylouthkia no Chipre.

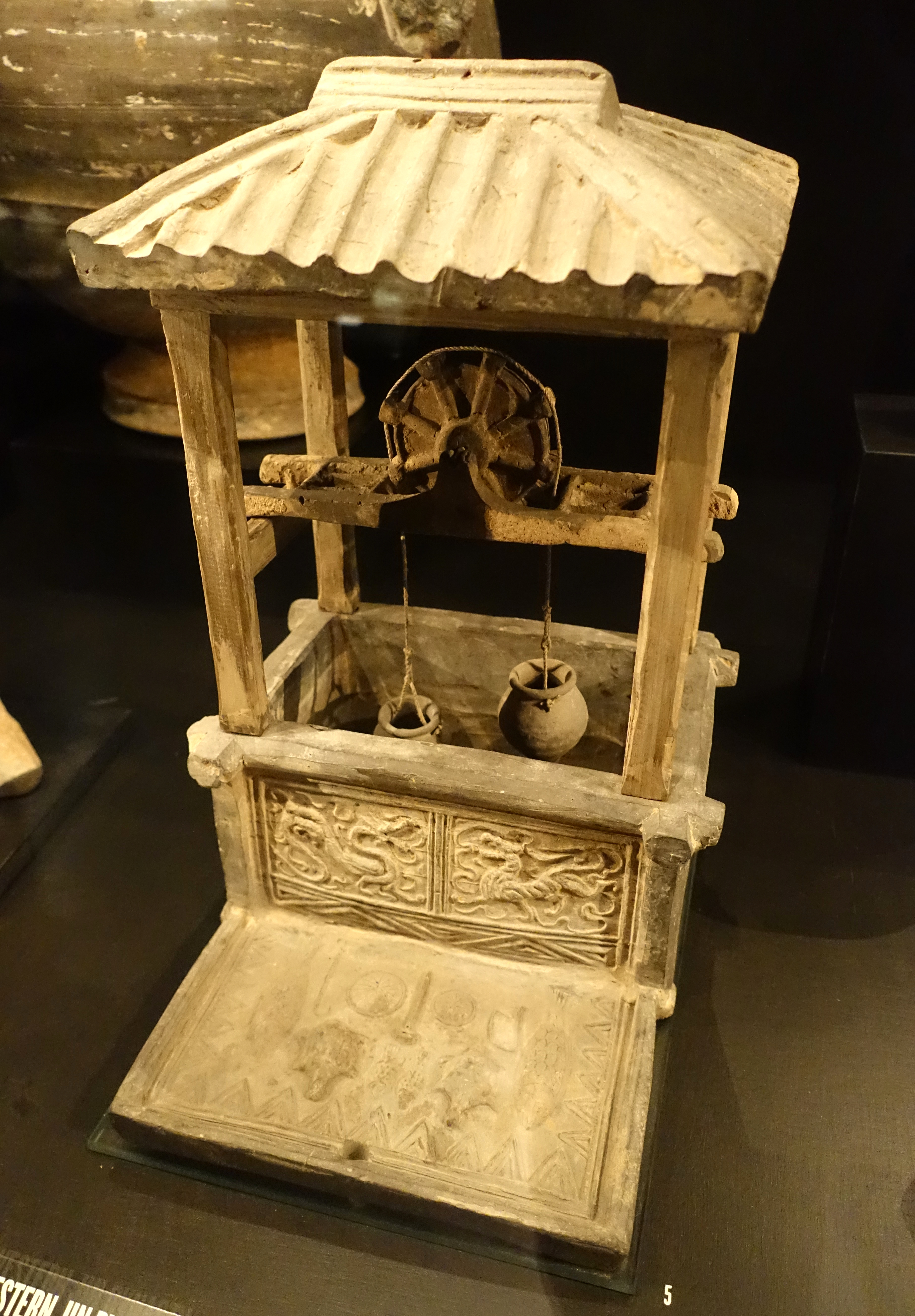
Um modelo de poço de cerâmica chinês de 202 a.C.

## Tipos

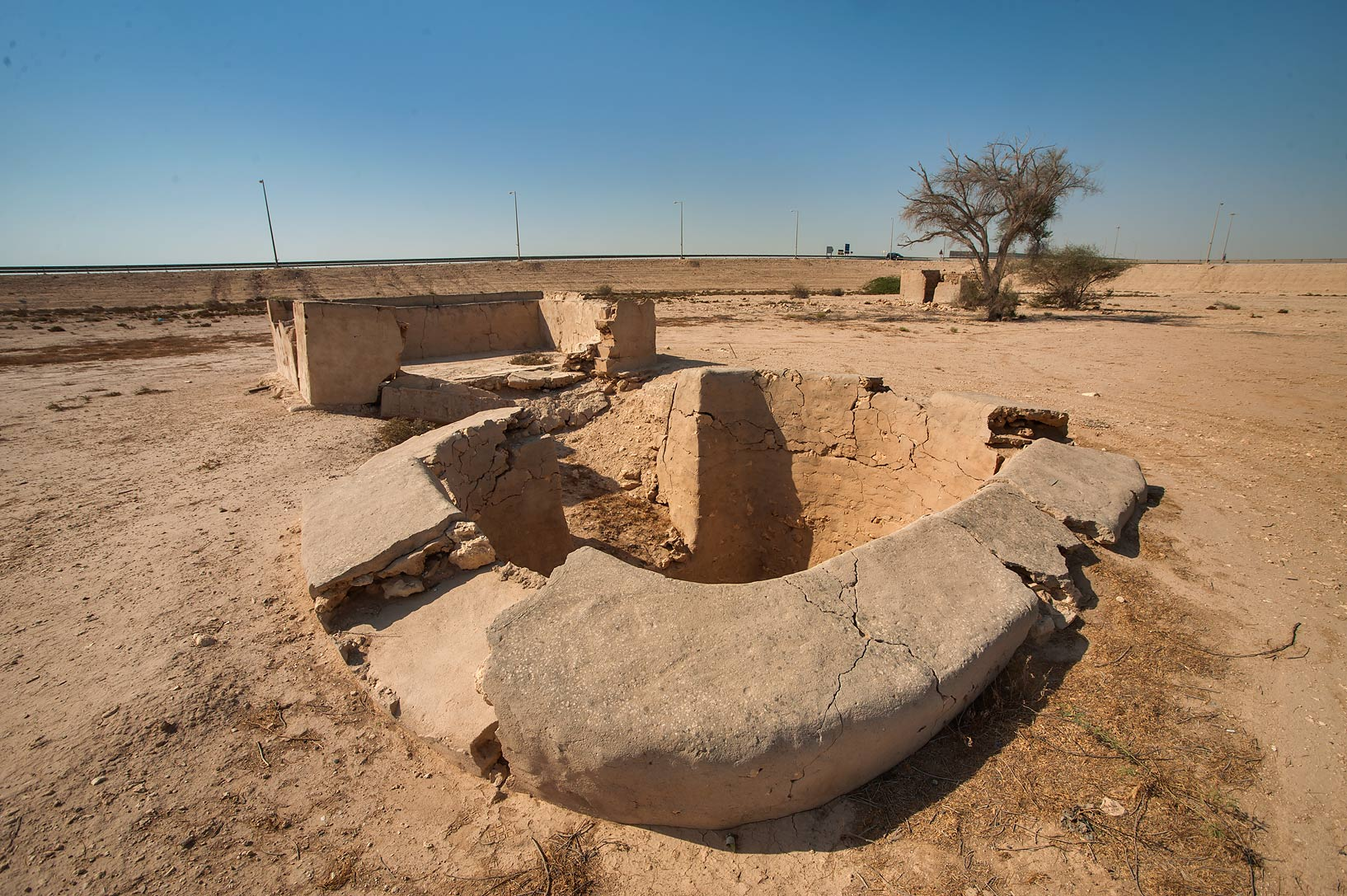
Poço de água no Quatar.

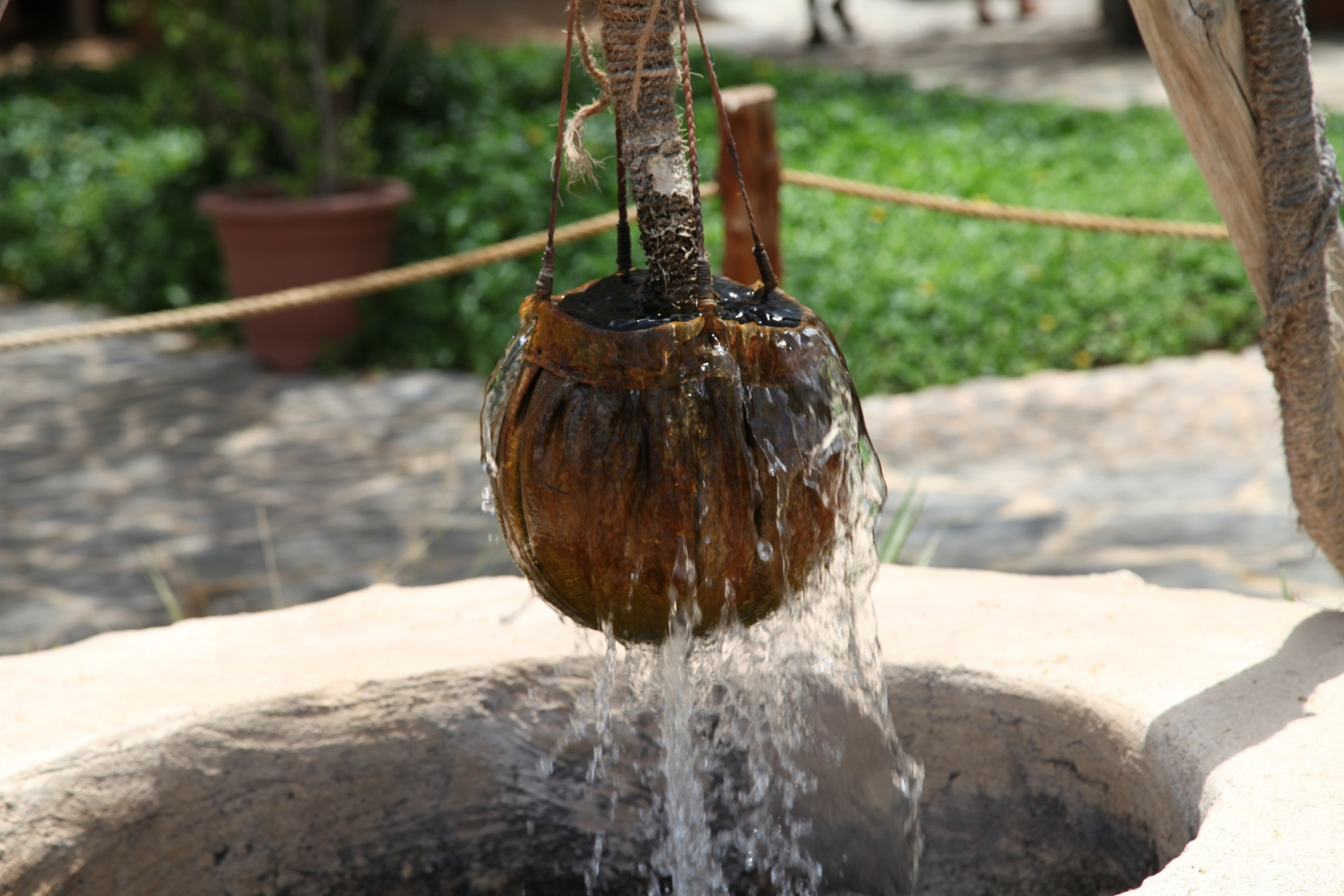
Balde de couro usado para o poço de água.

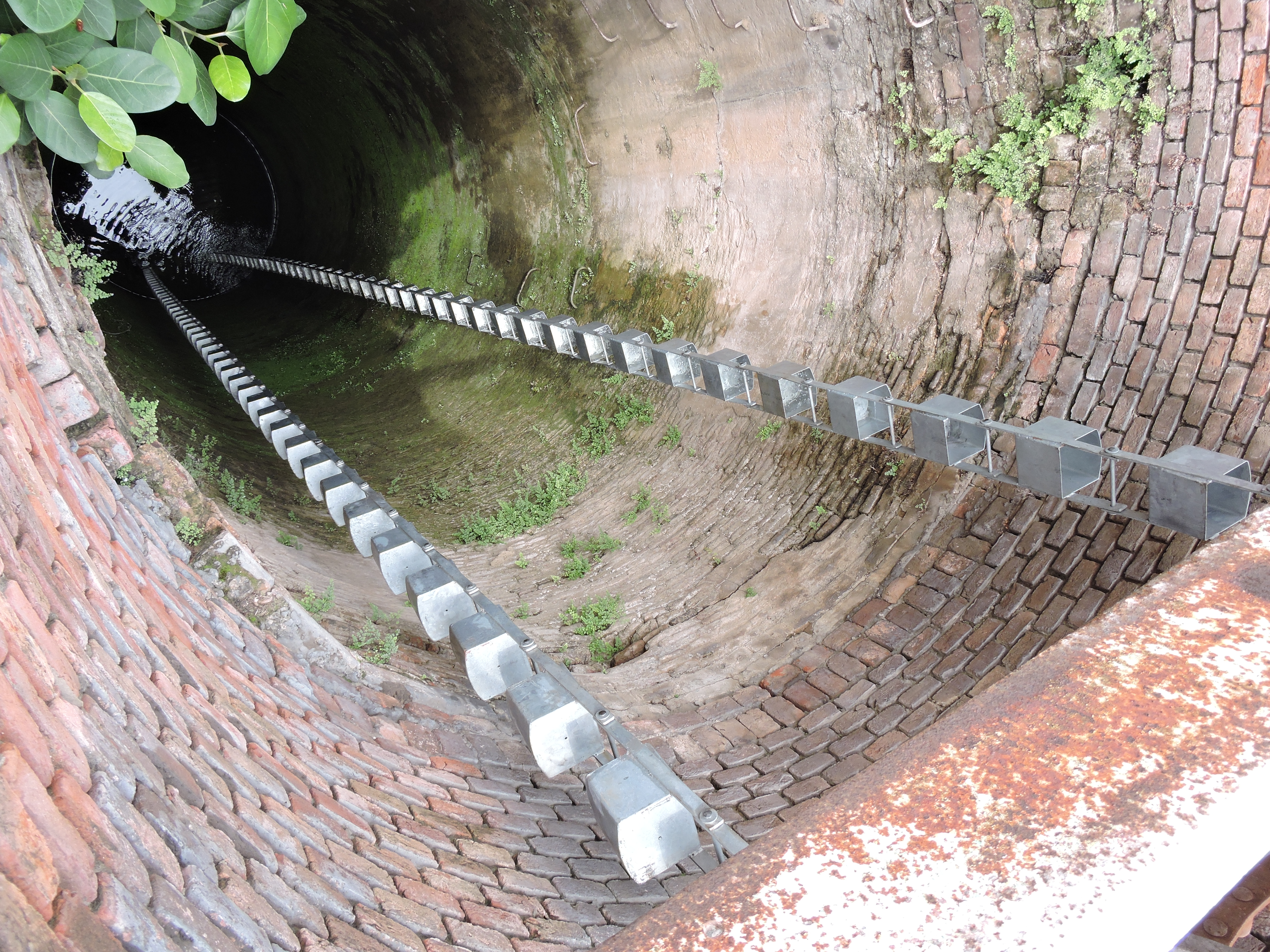
Poço na Índia.

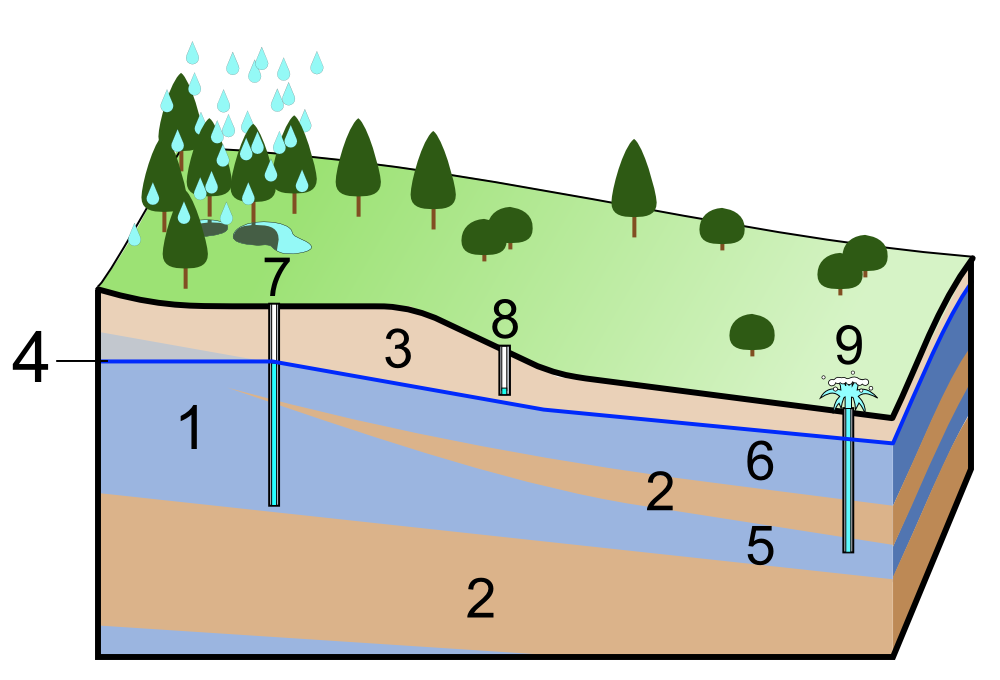
Poço raso (8), semiartesiano (7) e artesiano (9).

A nomenclatura utilizada para os tipos de poços varia mas, de modo geral, podem ser estabelecidas as seguintes categorias.
- Poço raso (também chamado cacimba, cisterna, poço amazonas, poço caipira, poço freático ou poço simples): é aquele que retira água a partir do lençol freático (aquífero livre), tendo profundidade média da ordem de 20 metros.[3] Em geral é escavado, mas existem também poços rasos tubulares, construídos por meio de perfuração com trado e revestidos.[4]
- Poço tubular profundo: é aquele em que há perfuração feita por meio de máquinas perfuratrizes à percussão, rotativas e rotopneumáticas, com revestimento em metal ou PVC. Retira água de aquíferos confinados, em profundidades de até 2000 metros. Pode ser construído em rochas cristalinas ou sedimentares.[5] Subdivididos em:
  - Poço artesiano (ou poço tubular jorrante): jorra água naturalmente. Com origem antes de Cristo na China, ganhou o nome a partir da cidade francesa de Artésia (Artois).
  - Poço semiartesiano (ou poço tubular não jorrante): necessita de mecanismos de bombeamento para trazer a água à superfície.